# Pietro Grasso

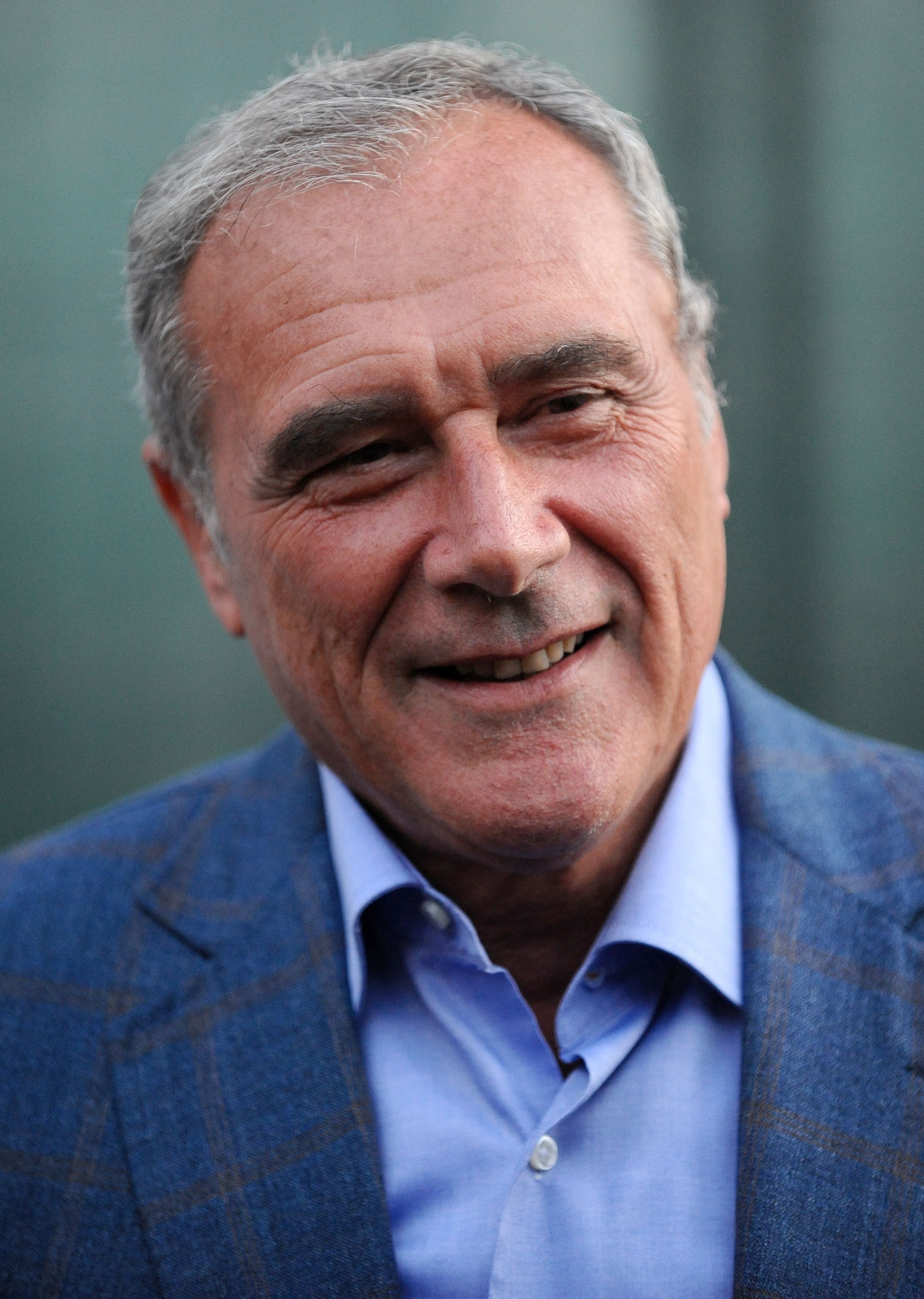
Pietro Grasso

Pietro Grasso, född 1 januari 1945 i Licata, Sicilien, är sedan mars 2013 talman i Italiens senat. Tidigare har han varit verksam som åklagare och chef för den särskilda antimaffiaåklagarmyndigheten.
Den 26 oktober 2017 lämnade han det Demokratiska partiet och valdes den 3 december samma år till ledare för den nya valkartellen Fri och jämlik.